# Ludwig von Oettingen-Wallerstein
Ludwig Kraft Ernst von Oettingen-Wallerstein (født 31. januar 1791 i Wallerstein, død 22. juni 1870 i Luzern) var en tysk fyrst og minister.
von Oettingen-Wallerstein fulgte 1802 efter sin far, men mistede 1806 suveræniteten over sit land, fordi han ikke ville gå i fransk tjeneste. Han organiserede 1813 landstormen i Schwaben og spillede 1815 i Württembergs og 1819 i Bayerns Landdag en vigtig rolle som afgjort talsmand for det
konstitutionelle system. Da han 1823 ægtede en borgerlig pige, måtte han afgive fyrstendømmet til en yngre bror; fik dog 1825 på ny sæde i Bayerns første kammer og blev 1828 regeringspræsident i Augsburg; var 1831—38 første- og indenrigsminister samt på ny november 1847—marts 1848 (under Lola Montez' beskyttelse). Han var antiklerikal og 1849 en ivrig forsvarer af den tyske rigsforfatning, opgav sit sæde i første kammer og lod sig vælge til andet kammer, hvor han fortsatte sin opposition mod regeringen, men måtte 1862 på grund af slette formuesforhold trække sig tilbage og bosætte sig i Schweiz.